# Хронология Звёздного пути
Хронология Звёздного пути — вымышленная хронология франшизы «Звёздный путь». Действие франшизы в основном разворачивается в будущем, начиная с середины XXII века («Звёздный путь: Энтерпрайз») и заканчивая концом XIV века («Звёздный путь: Пикар»), а третий сезон «Звёздного пути: Дискавери» перенесен в XXXII век. Однако франшиза также обрисовала в общих чертах вымышленную будущую историю Земли до этого, и, в основном, с помощью сюжетов о путешествиях во времени, исследовала как прошлые, так и будущие события.
Хронология осложняется наличием расходящихся временных линий в повествовании франшизы, а также внутренних противоречий и ретконов. «Оригинальный сериал», как правило, избегал назначения реальных дат для своего футуристического сеттинга, вместо этого используя систему звёздных дат. Серии, начиная с сериала «Звёздный путь: Следующее поколение» и далее, определяли свои временные настройки в обычной форме.

## Сериалы, книги и декорации к фильмам
В этой таблице показаны все телесериалы и фильмы, год их выпуска или трансляции, год, когда они были установлены в соответствии с преобладающей хронологией Окуда (см. Ниже), и диапазон звёздных дат для этого года. Серии на основе обозначения «Энтерпрайз» — это серии, в которых представлены различные воплощения звездолета «USS Энтерпрайз» . В хронологическом порядке вселенной «Звёздный путь: Энтерпрайз» (ENT), «Звёздный путь: Оригинальный сериал» (TOS), «Звёздный путь: Анимационный сериал» (TAS), «Звёздный путь: Следующее поколение» (TNG) и все 13 художественных фильмов «Звёздного пути», в том числе три новейших фильма Джей Джей Абрамса о «перезагрузке» или «Хронология Кельвина», основанная на «Оригинальном сериале».
| Год                         | Звёздная дата                           | «Энтерпрайз», «Странные новые миры», «Оригинальный сериал», «Следующее поколение», «Пикар», фильмы оригинальной хронологии, основные события | Мультсериалы                                  | Романы и комиксы               | «Глубокий космос 9»                                                                                   | «Вояджер»                                                            | «Дискавери»                   | Перезагрузка фильмов (временная шкала Кельвина)    | Видеоигры               |
| --------------------------- | --------------------------------------- | --- | --------------------------------------------- | ------------------------------ | --- | -------------------------------------------------------------------- | ----------------------------- | -------------------------------------------------- | ----------------------- |
| До рождения Вселенной       |                                         | |                                               |                                | | «Death Wish» (1996)                                                  |                               |                                                    |                         |
| 3.5 миллиард лет тому назад |                                         | Следующее поколение «All Good Things…» (1994) [первозданная Земля]                                                                           |                                               |                                | |                                                                      |                               |                                                    |                         |
| ~2840 до н. э.              |                                         | Звёздный путь «All Our Yesterdays» (1969) [основная сюжетная линия]                                                                          |                                               |                                | |                                                                      |                               |                                                    |                         |
| 1893 Наша эра               |                                         | Следующее поколение «Time’s Arrow» (1992) [основная сюжетная линия]                                                                          |                                               |                                | |                                                                      |                               |                                                    |                         |
| 1930                        |                                         | Звёздный путь «The City on the Edge of Forever» (1967) [основная сюжетная линия]                                                             |                                               |                                | |                                                                      |                               |                                                    |                         |
| 1944                        |                                         | Энтерпрайз «Storm Front» (2004) [основная сюжетная линия]                                                                                    |                                               |                                | |                                                                      |                               |                                                    |                         |
| 1947                        |                                         | |                                               |                                | «Little Green Men» (1995) [основная сюжетная линия]                                                   |                                                                      |                               |                                                    |                         |
| 1957                        |                                         | Энтерпрайз «Carbon Creek» (2002) [основная сюжетная линия]                                                                                   |                                               |                                | |                                                                      |                               |                                                    |                         |
| 1968                        |                                         | Звёздный путь «Assignment: Earth» (1968) [основная сюжетная линия]                                                                           |                                               |                                | |                                                                      |                               |                                                    |                         |
| 1969                        |                                         | Звёздный путь «Tomorrow Is Yesterday» (1967) [основная сюжетная линия]                                                                       |                                               |                                | |                                                                      |                               |                                                    |                         |
| 1986                        |                                         | Дорога домой (1986) [основная сюжетная линия]                                                                                                |                                               |                                | |                                                                      |                               |                                                    |                         |
| 1992-1996                   |                                         | Евгенические войны |                                               | Хан [secondary plotline]       | | «Future’s End» (1996) [основная сюжетная линия]                      |                               |                                                    |                         |
| 2000                        |                                         | |                                               |                                | | «11:59» (1999) [основная сюжетная линия]                             |                               |                                                    |                         |
| 2004                        |                                         | Энтерпрайз «Carpenter Street» (2003) [основная сюжетная линия]                                                                               |                                               |                                | |                                                                      |                               |                                                    |                         |
| 2024                        |                                         | Пикар season 2 (2022) [past timeline] |                                               |                                | «Past Tense» (1995) [основная сюжетная линия]                                                         |                                                                      |                               |                                                    |                         |
| 2032                        |                                         | |                                               |                                | | «One Small Step» (1999) [основная сюжетная линия]                    |                               |                                                    |                         |
| 2049-2053                   |                                         | Третья мировая война |                                               |                                | |                                                                      |                               |                                                    |                         |
| 2054-2079                   |                                         | Постатомный апокалипсис |                                               |                                | |                                                                      |                               |                                                    |                         |
| 2063                        |                                         | Первый контакт (1996) [основная сюжетная линия]                                                                                              |                                               |                                | |                                                                      |                               |                                                    |                         |
| 2151-2152                   |                                         | Энтерпрайз сезон 1 (2001—2002) |                                               |                                | |                                                                      |                               |                                                    |                         |
| 2152-2153                   |                                         | Энтерпрайз сезон 2 (2002—2003) |                                               |                                | |                                                                      |                               |                                                    |                         |
| 2153-2154                   |                                         | Энтерпрайз сезон 3 (2003—2004) |                                               |                                | |                                                                      |                               |                                                    |                         |
| 2154-2155                   |                                         | Энтерпрайз сезон 41 (2004—2005) |                                               |                                | |                                                                      |                               |                                                    |                         |
| 2156-2160                   |                                         | Земляно-ромуланская война |                                               |                                | |                                                                      |                               |                                                    |                         |
| 2161                        |                                         | Энтерпрайз «These Are the Voyages...» (2005) голодек имитация событий2 Основание Объединённой Федерации планет                               |                                               |                                | |                                                                      |                               |                                                    |                         |
| 2164                        | 2164 (Перезагрузить звездную дату)      | |                                               |                                | |                                                                      |                               | USS Franklin goes missing: Star Trek Beyond (2016) |                         |
| 2233                        | 2233 (Перезагрузить звездную дату)      | |                                               |                                | |                                                                      |                               | Звёздный путь (2009)3 [prologue]                   |                         |
| 2233-2258                   | 2233-2258 (Перезагрузить звездную дату) | |                                               | Nero комикс                    | |                                                                      |                               |                                                    |                         |
| 2245-2250                   |                                         | The Constitution-class USS Enterprise (NCC-1701) is launched under the command of Captain Robert April and begins its first 5-year mission.  |                                               |                                | |                                                                      |                               |                                                    |                         |
| 2254                        |                                         | Звёздный путь «The Cage» (1964) |                                               |                                | |                                                                      |                               |                                                    |                         |
| 2256-2257                   | 1207                                    | |                                               |                                | |                                                                      | Дискавери сезон 1 (2017—2018) |                                                    |                         |
| 2258-2259                   | 2258-2259 (Перезагрузить звездную дату) | |                                               |                                | |                                                                      | Дискавери сезон 2 (2018—2019) | Star Trek (2009)                                   |                         |
| 2259                        | 2259 (Перезагрузить звездную дату)      | Star Trek: Strange New Worlds сезон 1 (2022)                                                                                                 |                                               | Khan [основная сюжетная линия] | |                                                                      |                               |                                                    |                         |
| 2259-2260                   | 2259-2260 (Перезагрузить звездную дату) | |                                               |                                | |                                                                      |                               | Star Trek Into Darkness (2013)                     |                         |
| 2262                        | 2262 (Перезагрузить звездную дату)      | |                                               |                                | |                                                                      |                               | Star Trek Beyond (2016)                            |                         |
| 2265                        | 1000-1499                               | Звёздный путь «Where No Man Has Gone Before» (1965)                                                                                          |                                               |                                | |                                                                      |                               |                                                    |                         |
| 2266-2267                   | 1500-3299                               | Star Trek сезон 1 (1966—1967) |                                               |                                | |                                                                      |                               |                                                    |                         |
| 2267-2268                   | 3300-4799                               | Звёздный путь сезон 2 (1967—1968) |                                               |                                | «Trials and Tribble-ations» (1996) [primary plotline taking place within «The Trouble with Tribbles»] |                                                                      |                               |                                                    |                         |
| 2268-2269                   | 4800-5999                               | Звёздный путь сезон 3 (1968—1969) |                                               |                                | |                                                                      |                               |                                                    |                         |
| 2269-2270                   | 5221-5683                               | | The Animated Series сезон 1 (1973—1974)       | Killing Time                   | |                                                                      |                               |                                                    |                         |
| 2270                        | 6000-6146                               | | Анимационный сериал сезон 2 (1974)            |                                | |                                                                      |                               |                                                    |                         |
| 2273                        | 7410-7599                               | The Motion Picture (1979) |                                               |                                | |                                                                      |                               |                                                    |                         |
| 2275                        |                                         | |                                               | Spock's World                  | |                                                                      |                               |                                                    |                         |
| 2278                        | 7818                                    | USS Bozeman launched: «Cause and Effect» (1992)                                                                                              |                                               |                                | |                                                                      |                               |                                                    |                         |
| 2285                        | 8100-8299                               | Гнев Хана (1982) В поисках Спока (1984) |                                               |                                | |                                                                      |                               |                                                    |                         |
| 2286                        | 8300-8399                               | Дорога домой (1986) |                                               |                                | |                                                                      |                               |                                                    |                         |
| 2287                        | 8400-8499                               | Последний рубеж (1989) |                                               |                                | |                                                                      |                               |                                                    |                         |
| 2293                        | 9500-9999                               | Неоткрытая страна (1991) Generations (1994) [prologue]                                                                                       |                                               |                                | | «Flashback» (1996) [flashback taking place within Неоткрытая страна] |                               |                                                    |                         |
| 2298-2364                   |                                         | |                                               | The Lost Era роман             | |                                                                      |                               |                                                    |                         |
| 2333-2355                   | 10000-32999                             | |                                               | Stargazer роман                | |                                                                      |                               |                                                    |                         |
| 2354-2381                   | 31000-58999                             | |                                               | New Frontier роман             | |                                                                      |                               |                                                    |                         |
| 2364                        | 41000-41999                             | Следующее поколение сезон 1 (1987—1988) The Next Generation «All Good Things…» (1994) [past timeline]                                        |                                               |                                | |                                                                      |                               |                                                    |                         |
| 2365                        | 42000-42999                             | Следующее поколение сезон 2 (1988—1989) |                                               |                                | |                                                                      |                               |                                                    |                         |
| 2366                        | 43000-43999                             | Следующее поколение сезон 3 (1989—1990) |                                               |                                | |                                                                      |                               |                                                    |                         |
| 2367                        | 44000-44999                             | Следующее поколение сезон 4 (1990—1991) |                                               |                                | «Emissary» (1993) [flashback to the Battle of Wolf 359]                                               |                                                                      |                               |                                                    |                         |
| 2368                        | 45000-45999                             | Следующее поколение сезон 5 (1991—1992) |                                               |                                | |                                                                      |                               |                                                    |                         |
| 2369                        | 46000-46999                             | Следующее поколение сезон 6 (1992—1993) |                                               |                                | Deep Space Nine сезон 1 (1993)                                                                        |                                                                      |                               |                                                    |                         |
| 2370                        | 47000-47999                             | Следующее поколение сезон 7 (1993—1994) Enterprise «These Are the Voyages...»4 (2005) [main timeline]                                        |                                               | Q-Squared                      | Глубокий космос 9 сезон 2 (1993—1994)                                                                 |                                                                      |                               |                                                    |                         |
| 2371                        | 48000-48999                             | Generations (1994) |                                               |                                | Глубокий космос 9 сезон 3 (1994—1995)                                                                 | Вояджер сезон 1 (1995)                                               |                               |                                                    |                         |
| 2372                        | 49000-49999                             | |                                               |                                | Глубокий космос 9 сезон 4 (1995—1996)                                                                 | Вояджер сезон 2 (1995—1996)                                          |                               |                                                    |                         |
| 2373                        | 50000-50999                             | Первый контакт (1996) Война Доминиона |                                               |                                | Глубокий космос 9 сезон 5 (1996—1997)                                                                 | Вояджер сезон 3 (1996—1997)                                          |                               |                                                    |                         |
| 2374                        | 51000-51999                             | Война Доминиона |                                               |                                | Глубокий космос 9 сезон 6 (1997—1998)                                                                 | Вояджер сезон 4 (1997—1998)                                          |                               |                                                    |                         |
| 2375                        | 52000-52999                             | Война Доминиона Insurrection (1998) |                                               |                                | Глубокий космос 9 сезон 7 (1998—1999)                                                                 | Вояджер сезон 5 (1998—1999)                                          |                               |                                                    |                         |
| 2376                        | 53000-53999                             | |                                               | A Stitch in Time               | | Вояджер сезон 6 (1999—2000)                                          |                               |                                                    |                         |
| 2377-2378                   | 54000-55599                             | |                                               |                                | | Вояджер сезон 7 (2000—2001)                                          |                               |                                                    |                         |
| 2378-2379                   | 55600-56399                             | |                                               | A Time to… роман               | |                                                                      |                               |                                                    |                         |
| 2379                        | 56400-56899                             | Nemesis (2002) |                                               |                                | |                                                                      |                               |                                                    |                         |
| 2380                        | 57000-57999                             | | Lower Decks сезон 1 (2020)                    |                                | |                                                                      |                               |                                                    |                         |
| 2381                        | 58000-58999                             | | Lower Decks сезон 2 (2021) and сезон 3 (2022) |                                | |                                                                      |                               |                                                    |                         |
| 2379-2386                   | 56900-63999                             | Utopia Planitia Shipyards, Пикар сезон 1 (2020)                                                                                              |                                               | Titan novels                   | |                                                                      |                               |                                                    |                         |
| 2383-2384                   |                                         | | Prodigy сезон 1 (2021)                        |                                | |                                                                      |                               |                                                    |                         |
| 2385                        |                                         | Утопия Равнина Верфи Разрушение, Пикар сезон 1, серия 2 (2020)                                                                               |                                               |                                | |                                                                      |                               |                                                    |                         |
| 2387                        | 64000-64999                             | Star Trek (2009) [flashback] |                                               | Countdown                      | |                                                                      |                               |                                                    |                         |
| 2390                        |                                         | |                                               |                                | | «Timeless» (1998) [future timeline]                                  |                               |                                                    |                         |
| 2395                        | 72000-72999                             | Следующее поколение «All Good Things…» (1994) [future timeline]                                                                              |                                               |                                | |                                                                      |                               |                                                    |                         |
| 2399                        | 76000-76999                             | Пикар сезон 1 (2020) |                                               |                                | |                                                                      |                               |                                                    |                         |
| 2401                        |                                         | Пикар сезон 2 (2022) [main timeline] |                                               |                                | |                                                                      |                               |                                                    |                         |
| 2404                        |                                         | |                                               |                                | | «Endgame» (2001) [future timeline]                                   |                               |                                                    |                         |
| 2409-2411                   |                                         | |                                               |                                | |                                                                      |                               |                                                    | Star Trek Online (2010) |
| 2450                        |                                         | |                                               |                                | «The Visitor» (1995) [future timeline]                                                                |                                                                      |                               |                                                    |                         |
| 2554                        |                                         | Энтерпрайз «Azati Prime» (2004) [Battle of Procyon 5]                                                                                        |                                               |                                | |                                                                      |                               |                                                    |                         |
| 2875                        |                                         | |                                               |                                | | «Relativity» (1999) [future timeline]                                |                               |                                                    |                         |
| 3052                        |                                         | Энтерпрайз «Shockwave» (2002) [future timeline]                                                                                              |                                               |                                | |                                                                      |                               |                                                    |                         |
| 3069-3089                   |                                         | Ожог, за которым последовал крах большей части Объединённой федерации планет                                                                 |                                               |                                | |                                                                      |                               |                                                    |                         |
| 3074                        |                                         | |                                               |                                | | «Living Witness» (1998)                                              |                               |                                                    |                         |
| 3186                        |                                         | |                                               |                                | |                                                                      | «Красный ангел» (2019)        |                                                    |                         |
| 3188-89                     |                                         | |                                               |                                | |                                                                      | Дискавери сезон 3 (2020)      |                                                    |                         |
| 3190                        |                                         | |                                               |                                | |                                                                      | Дискавери сезон 4 (2021-22)   |                                                    |                         |

## Хронология и события
Эта временная шкала основана на описанной ниже модели Star Trek Chronology, дополненной данными с веб-сайта startrek.com. Временная шкала также состоит из до, между и после этих событий.
Примечание. Многие из этих дат являются округленными приближениями, поскольку диалог, из которого они получены, часто включает такие квалификаторы, как «больше», «больше чем» или «меньше чем».

### До нашей эры
- Большой взрыв
  - Куинн прячется во время большого взрыва, чтобы его не обнаружил Q[2].
- 6 миллиардов лет назад
  - Формируется Хранитель Вечности[3].
- 4 миллиарда лет назад
  - Гуманоидная цивилизация засеет океаны многих планет генетическим материалом, что приведёт к развитию гуманоидов на многих планетах[4].
- от 65 до 100 миллионов лет назад
  - Динозавры (цивилизация Вот) из эпизода «Далекое происхождение», скорее всего, потомки гадрозаврид, живших в меловом периоде истории Земли.
- 1 миллион лет назад
  - Люди Саргона исследуют галактику и колонизируют различные планеты, возможно, включая Вулкан[5].
- 600 000 лет назад
  - Империя Ткон, межзвездное государство, состоящее из десятков звёздных систем в Альфа-квадранте, вымирает.
- 200 000 лет назад
  - Иконийская цивилизация уничтожена.
- 8000 г. до н. э.
  - Примерно в это же время Доминион мог быть основан в Гамма-квадранте расой оборотней, известной как метаморфы, возможно, в форме, отличной от той, что известна на современной временной шкале[6].
- 2700 г. до н. э.
  - Группа внеземных существ приземляется на Землю и в конечном итоге известна как греческие боги, как это установлено в серии «Кто скорбит по Адонису?».

### 1-е тысячелетие нашей эры
- IV век н. э.
  - Вулканское время пробуждения. В разгар ужасающих войн на Вулкане философ Сурак ведет свой народ, обучая их следовать логике и подавлять все эмоции[7].
  - Примерно в это же время Доминион, возможно, был основан в Гамма-квадранте расой оборотней, известной как метаморфы (основатели)[8].
- IX век
  - Кахлесс Незабываемый объединяет клингонов, победив тирана Молора в битве, и дает своему народу учения, основанные на философии чести[9].

### До XX века
- 1505
  - Известно, что борги существовали в Дельта-квадранте за 900 лет до того, как звездолёт «Вояджер» приземлился на планете, как упоминается Ваадваур в серии «Зубы дракона» (VOY).
- 1570
  - Древние баджорцы использовали корабли с солнечными парусами для исследования своей звёздной системы, и один из них, возможно, достиг Кардассии[10].
- XVIII век
  - Родной мир Сулибана становится непригодным для жизни («Задержан» (ЛОР)).
  - Хранители переносят различных коренных американцев на далекую планету[11].
- 1864 г.
  - Скагарцы похищают людей для использования в качестве рабов в своей колонии (как упоминается в третьем сезоне «Энтерпрайза»: в серии «Полярная звезда»).
- 1871 г.
  - Создан Кардассианский Союз[12].
- 1888 г.
  - 31 августа: Первая жертва Джека Потрошителя найдена убитой и изуродованной в Восточном Лондоне (как упоминается в «Звёздном пути: Оригинальный сериал», сезон 2: «Волк в стаде»).
- 1893 г.
  - «Стрела времени» (ТНГ).

### XX век
- 1918 г.
  - Первая мировая война заканчивается 6 миллионами погибших («Хлеб и зрелища (ТОС)»).
- 1930 г.
  - «Город на краю вечности» (ГС).
- 1937 г.
  - Несколько сотен человек тайно похищены инопланетной расой, известной как Бриори, и доставлены в Дельта-квадрант. Восемь из них криогенно заморожены, в том числе давно пропавшая пилот Амелия Эрхарт («37-е» (ВОЙ)).
- 1944 г.
  - «Грозовой фронт» (ЛОР).
- 1945 г.
  - Вторая мировая война заканчивается 11 миллионами погибших («Хлеб и зрелища (ТОС)»).
  - Организация Объединённых Наций основана в Сан-Франциско, но её штаб-квартира переезжает в Нью-Йорк.
- 1947 г.
  - Трое ференги (Кварк, Ром и Ног) терпят крушение в пустыне Нью-Мексико и удерживаются правительством США на секретной базе для научных исследований («Маленькие зеленые человечки» (DS9)).
- 1957 г.
  - Вулканский корабль-разведчик посещает Землю, согласно истории, рассказанной Т’Пол (предположительно, правдивая история, поскольку Т’Пол исследует сумочку, которая, как было показано, использовала её прапрабабушка во время истории; см. запись серии) (« Карбон-Крик» (ЛОР)).
- 1967 г.
  - Корабль времени Федерации капитана Брэкстона XIX века Эон терпит крушение на Земле («Конец будущего» («Вояджер»)).
- 1968 г.
  - «Задание: Земля» (ТОС) прошлые события.
- 1969 г.
  - Прошлые события «Завтра — это вчера» (TOS).
- 1986 г.
  - «Звёздный путь 4: Дорога домой» прошлые события.
- 1992 г.
  - Начинаются Евгенические войны (Третья мировая война)[13]. (Третья мировая война определяется на 2050-е годы TNG Encounter at Farpoint и Star Trek First Contact и является конфликтом, отдельным от Евгенических войн; «Доктор Башир, я полагаю?» DS9 определяются Евгенические войны как происходящие в XXII веке. В «Странном новом мире» SNW снова пересказывается, что это происходит в XXI веке, до Третьей мировой войны.)
- 1996 г.
  - Евгенические войны заканчиваются[13]. (Третья мировая война определяется на 2050-е годы в фильмах TNG «Encounter at Farpoint» и «Star Trek First Contact»; в DS9 «Доктор Башир, я полагаю?» определяется Евгенические войны как происходящие в XXII веке. «Странный новый мир» SNW определяет это, снова к происходящему в XXI веке до Третьей мировой войны.)
  - «Конец будущего» (ВОЙ).
  - SS Botany Bay украден группой из примерно 80 или 90 дополнений («Космическое семя» (TOS)).
- 1999 г.
  - «Вояджер-6» запущен[14].
- 2000 г.
  - Прошедшие события «11:59» (ВОЙ).

### XXI век
- 2002 г.
  - Запущен межзвёздный зонд «Кочевник»[1][15].
- 2004 г.
  - Прошедшие события «Улицы Карпентер» (ЛОР).
- 2009 г.
  - Запущен первый успешный зонд Земля-Сатурн[1][16].
- 2012
  - Первая в мире самоподдерживающаяся гражданская среда, Ворота Тысячелетия, которая стала образцом для первой среды обитания на Марсе, завершена в Портедж-Крик, штат Индиана («11:59» (VOY)).
- 2018
  - Спальные корабли устарели[17].
- 2024
  - Достигнута единая Ирландия (ПНП «Высокая земля»).
  - Прошлые события «Прошедшего времени» (DS9), а именно «Бунты Белла».
  - Прошлые события «Звёздного пути: Пикар» 2 сезон.
- 2026
  - На Земле начинается Третья мировая война. Полковник Грин и группа экотеррористов совершают геноцид, унесший жизни тридцати семи миллионов человек. (ENT "В зеркале тёмном…, часть 2) (В TOS Третья мировая война произошла в 1990-х годах и используется как альтернативное название Евгенических войн[13], в то время как в DS9 «Доктор Башир, я полагаю?» были Евгенические войны. в XXII веке. «Странный новый мир» SNW переносит евгенические войны в XXI век, но до начала Третьей мировой войны.)
- 2032
  - Запущена пилотируемая миссия «Ares IV» на Марс[18].
  - Зефрам Кохрэйн родился.
- 2037
  - Космический корабль «Харибда» пытается покинуть Солнечную систему[19].
- 2047
  - Землетрясение в Эрмосе произошло в районе Лос-Анджелеса на юге Калифорнии. Земля тонет под двухсотметровой водой. В последующие века регион восстанавливается, превратившись в один из крупнейших в мире коралловых рифов. Эти рифы становятся домом для тысяч различных морских видов.
- 2053
  - Третья мировая война заканчивается, и Земля остается опустошенной, в основном из-за ядерной войны. Большинство крупных городов остались в руинах, с немногими оставшимися правительствами, а общее число погибших достигло 600 миллионов человек. Однако научный прогресс продолжается[20]. (В TOS Третья мировая война имела место в 1990-х годах и установлено как альтернативное название Евгенических войн[13], в то время как в DS9 «Доктор Башир, я полагаю?» были Евгенические войны в XXII веке. Ретконы SNW «Странный новый мир» евгенических войн до XXI века, но до начала Третьей мировой войны.)
- 2062
  - Старый город Сан-Франциско пострадал от сильнейшего землетрясения, Большого Землетрясения, и на восстановление города ушло 20 лет.
- 2063
  - Прошлые события «Звёздный путь: Первый контакт». Зефрам Кокрейн совершает первый варп-полет человека на «Фениксе», когда цивилизация восстанавливается после Третьей мировой войны. Это привлекает вулканцев, и они вступают в первый контакт с людьми. (TOS «Metamorphosis» заявила, что Зефрам Кокрейн исчез 150 лет назад в возрасте 87 лет, что соответствует текущей временной шкале.)
- 2065
  - Запущен «SS Valiant»[1][21].
- 2067
  - Запущен беспилотный межзвездный варп-зонд «Дружба-1»[22].
- 2069
  - Колониальный корабль «SS Conestoga» спущен на воду. Он основал бы колонию Терра Нова[23].
- 2079
  - Земля начинает восстанавливаться после ядерной войны[24]. Восстановлению помогает и частично организует недавно созданное политическое образование под названием Европейская Гегемония.
- 2088
  - Рождение Т’Пол.

### XXII век
- 2103
  - Земля колонизирует Марс.
- 2112
  - Джонатан Арчер родился в северной части штата Нью-Йорк на Земле[25].
- 2119
  - Зефрам Кохрэйн, который сейчас проживает на Альфе Центавра, отправляется в неизвестные места и исчезает. Некоторые думали, что он тестирует новый двигатель. После тщательных поисков считается, что Кокрейн умер. Он становится одним из самых известных пропавших без вести в истории[26].
- 2129
  - Рождение Хоси Сато[25].
- 2130
  - Организация Объединённых Наций предполагает, что должен быть создан новый флот, чтобы исследовать чудеса за пределами космоса и самого творения, и командование Звёздного флота рождается со штаб-квартирой в Сан-Франциско.
- 2142
  - Барьер Warp 2 преодолен командиром Робинсоном на «NX Alpha», а Warp 2.5 достигнут командиром Арчером на «NX Beta».
- 2145
  - Warp 3 достигнут командиром Дювалем на «NX Delta».
- 2149
  - Звездолёт «USS Энтерпрайз (NX-01)» строится в северной части штата Нью-Йорк.
- 2150
  - Заложен киль для звездолёта «Энтерпрайз (NX-01)».
- 2151—2155 гг.
  - Происходят события «Звёздного пути: Энтерпрайз»[27].
- 2155
  - Звездолёт «USS Дефайент», корабль класса «Конституция» из Prime Universe в 2268 году, путешествует во времени, а также появляется в Зеркальной вселенной после взаимодействия с аномалией. Брошенный «Дефайент» находят толианцы. Терранская Империя узнает о существовании корабля и впоследствии захватывает его для собственного использования.
- 2156—2160 гг.
  - Земно-ромуланская война ведется между Объединённой Землей, её союзниками и Ромуланской Звёздной Империей. Война заканчивается битвой при Хероне, в результате которой Земля наносит ромуланцам унизительное поражение до такой степени, что Империя до сих пор считает битву позором более 200 лет спустя. Установлена ромуланская нейтральная зона[1].
- 2161
  - Объединённая федерация планет основана Землей, Телларом, Андорией и Вулканом[28][29].
- 2165
  - Сарек, дипломат Федерации и отец Спока, родился на Вулкане[30].
- 2184
  - Джонатан Арчер избран первым президентом Объединённой федерации планет.
- 2192
  - Джонатан Арчер уходит с поста президента UFP более 8 лет.
- 2195
  - Родился Роберт Эйприл.
- с 2160 по 2196 год
  - Звездолёт класса Дедал активен[31].

### XXIII век
- 2222
  - Монтгомери Скотт родился в Шотландии[32].
- 2226
  - Майкл Бёрнем родилась на Земле[33].
- 2227
  - Леонард Маккой родился в Джорджии, в Северной Америке на Земле[34].
- 2230
  - Спок, сын вулканца Сарека и человека Аманды Грейсон, родился на Вулкане[35].
- 2232
  - Происходят события серии «Девушка, которая сделала звезды» сериала «Звёздный путь: Короткометражки» .
- 2233
  - Джеймс Т. Кирк родился в Риверсайде, штат Айова, на Земле[36].
- 2233 (альтернативный график)
  - Спок и ромуланский горнодобывающий корабль «Нарада» под командованием Неро выходят из чёрной дыры, образовавшейся в результате взрыва Споком красной материи в 2387 году, и попадают в прошлое. Прибытие Нерона и последующая атака на звездолёт «USS Kelvin» создают временную шкалу Кельвина.
  - Джеймс Т. Кирк родился на борту шаттла с авианосца «Кельвин».
  - Отец Джеймса Т. Кирка, Джордж Кирк, убит.
- 2238
  - Происходят события серии «Самая яркая звезда» сериала «Звёздный путь: Короткометражки».
- 2241 (альтернативный график)
  - Павел Чехов родился в России на Земле
- 2245—2250 гг.
  - Звездолёт «USS Энтерпрайз», судно класса «Конституция», спущено на воду под командованием Роберта Эйприла для выполнения пятилетней исследовательской миссии[1]. В альтернативной временной шкале, созданной атакой Нерона на звездолёте «USS Kelvin», «Энтерпрайз» все ещё строится в 2255 году и не отправляется в свое первое плавание до 2258 года.
- 2245
  - Павел Чехов родился у русских родителей[37]. В альтернативной временной шкале, созданной атакой Нерона на военный корабль США «Кельвин», Чехов всего на восемь лет моложе Джеймса Т. Кирка, что подразумевает дату рождения в 2241 году[38].
- 2250
  - После ремонта звездолёт «USS Энтерпрайз (NCC-1701)» отправляется во вторую пятилетнюю миссию. Командование кораблем возложено на капитана Кристофера Пайка[1].
- 2254
  - Происходят события описанные в серии «Вопросы и ответы» сериала «Звёздный путь: Короткометражки».
  - События серии «Клетка»[39].
- 2256—2257
  - События 1-го сезона «Звёздный путь: Дискавери» происходят, Война клингонской Федерации.
- 2257—2258
  - Происходят события 2-го сезона «Звездного пути: Дискавери». Звездолёты «USS Дискавери» и «USS Энтерпрайз (NCC-1701)» вступают в ожесточенную битву за нейтрализацию мошеннического управления ИИ. Битва увенчалась успехом, но «Энтерпрайз» ложно сообщает, что «Дискавери» был потерян, изо всех сил стараясь скрыть тот факт, что он путешествовал на 930 лет в будущее, чтобы предотвратить повторное утверждение Контроля. Впоследствии «Энтерпрайз» проходит ремонт и через 4 месяца отправляется в Эдрин II.
- 2258 (альтернативный график)
  - Происходят события фильма 2009 года «Звёздный путь». Неро уничтожает планету Вулкан, убивая миллиарды, включая мать Спока, а также 9 звездолётов Федерации. Звездолёт «USS Энтерпрайз (NCC-1701)» построен в штате Айова и отправлен в свой первый рейс под командованием капитана Кристофера Пайка. Вскоре после этого новым капитаном корабля становится Джеймс Т. Кирк. Отныне требуется другая временная шкала.
  - Происходят события игры «Star Trek: Bridge Crew».
  - Звездолёт «USS Aegis» ищет новый родной мир для вулканцев после разрушения их планеты. Корабль направляется в область космоса под названием «Траншея», которая занята клингонами.
  - Происходят события «Звездного пути» (видеоигра 2013 года).
  - Несколько месяцев спустя капитан Кирк, Спок и команда звездолёта «Энтерпрайз» сталкиваются с могущественной инопланетной расой, известной как Горн.
- 2259 (альтернативный график)
  - Происходят события фильма «Стартрек: Возмездие».
- 2259
  - Происходят события первого сезона сериала «Звёздный путь: Странные новые миры».
  - «Энтерпрайз» начинает ещё одну пятилетнюю миссию под руководством Кристофера Пайка.
- 2260 (альтернативный график)
  - Звездолёт «Энтерпрайз» отправляется на историческую пятилетнюю миссию.
- 2263 (альтернативный график)
  - Космическая станция «Йорктаун» основана коммодором Пэрис.
  - Происходят события фильма «Стартрек: Бесконечность». «USS Энтерпрайз» уничтожен — «USS Энтерпрайз-A» введён в эксплуатацию на звёздной базе «Йорктаун» в качестве его замены.
  - Посол Спок умирает.
- 2261—2264
  - Звездолёт «USS Энтерпрайз (NCC-1701)» проходит капитальный ремонт, в результате чего его экипаж увеличивается с 203 до 430 человек[1].
- 2263
  - Родился Бутби, садовник и советник Академии Звёздного Флота.
- 2265—2270 гг.
  - После повышения Кристофера Пайка капитан Джеймс Т. Кирк назначается командующим «Энтерпрайзом» с исторической пятилетней миссией[1]. (В первоначально канонической хронологии космических полетов «Звёздного пути» это был период с 2207 по 2212 год; «Звёздный путь: Странные новые миры» несколько противоречит этому, датируя аварию Пайка примерно 2268 или 2269 годом (согласно диалогу в сериале «Странный новый мир», в котором говорится, что авария произошла 10 лет назад. в будущем), но эпизод TOS «Зверинец» происходит в течение первого сезона, примерно через год после начала миссии Кирка, а не ближе к её концу.)
- 2265
  - События серии «Куда не ступала нога человека» (TOS)
- 2266—2269 гг.
  - Происходят события сериала «Звёздный путь: Оригинальный сериал».
- 2269—2270
  - Происходят события сериала «Звёздный путь: Анимационный сериал» (Подтверждения этому на экране нет, но по некоторым данным TAS происходит ближе к концу миссии).
- 2270
  - Звездолёт «USS Энтерпрайз (NCC-1701)» возвращается из своей пятилетней миссии под командованием капитана Джеймса Т. Кирка и проходит капитальный ремонт, в то время как Кирк повышается до адмирала в командовании Звёздного флота. Капитану Уиллу Декеру назначается командование судном.
- 2273
  - События фильма «Звёздный путь: Кинофильм».
- 2273—2278
  - Модернизированный «USS Энтерпрайз (NCC-1701)» отправляется в пятилетнюю миссию под командованием адмирала Джеймса Т. Кирка[1].
- 2279
  - Примерно в это же время «USS Энтерпрайз (NCC-1701)» уходит с активной службы и назначается в качестве учебного корабля на орбите Земли[1]. В какой-то момент этого периода Спока повышают до капитана и назначают командиром корабля.
- 2284
  - Звездолёт «USS Эксельсиор (NX-2000)» построен на флотской верфи Сан-Франциско, позже был пристыкован к космической станции и стал первым кораблем с трансварп-двигателем, завершающим проект и позже был переименован в «USS Excelsior (NCC-2000)».
- 2285
  - События фильма «Звёздный путь 2: Гнев Хана».
    - Кирк принимает на себя командование «Энтерпрайзом» от капитана Спока, который впоследствии умирает.

  - События фильма «Звёздный путь 3: В поисках Спока». Оригинальный «USS Энтерпрайз (NCC-1701)», выведенный из эксплуатации Звёздным Флотом, уничтожен, чтобы не допустить его попадания в руки клингонов. Спок оживает.
- 2286
  - События фильма «Звёздный путь 4: Дорога домой».
  - Звездолёт «USS Энтерпрайз (NCC-1701-A)» отправляется в свой первый рейс под командованием недавно пониженного в должности капитана Джеймса Кирка.
- 2287
  - События фильма «Звёздный путь 5: Последний рубеж».
- 2293
  - События фильма «Звёздный путь 6: Неоткрытая страна». Вскоре после этого Звездолёт «USS Энтерпрайз (NCC-1701-A)» выводится из эксплуатации.
  - Вступительные события фильма «Звёздный путь: Поколения». «USS Энтерпрайз (NCC-1701-B)» запускается под командованием Джона Гарримана. Отвечая на сигнал бедствия, «Энтерпрайз» получает удар из «Нексуса», пробивший корпус, и предполагается, что Джеймс Т. Кирк погиб в результате взрыва. (Точное время неизвестно, и события «Поколения» могли произойти в более позднем году.)

### XXIV век
- 2305
  - Жан-Люк Пикар родился в Лабарре, Франция, на Земле[40].
- 2311
  - Инцидент в звёздной системе Tomed[1][41].
- 2319
  - Родился Гэри Севен.
- 2324
  - Беверли Ховард (Крашер) родилась в Коперник-Сити, Луна[40].
- 2327
  - Жан-Люк Пикар окончил Академию Звёздного Флота на Земле (2323—2327).
- 2329
  - Чакотай родился в колонии Федерации недалеко от кардассианского пространства в демилитаризованной зоне.
- 2332
  - Бенджамин Л. Сиско родился в Новом Орлеане, штат Луизиана, на Земле[1].
- 2333
  - Жан-Люк Пикар становится капитаном Звездолёта «USS Старгейзер»[1].
- 2335
  - Джорди Ла Форж родился в Могадишо, Сомали на Земле[40].
  - Уильям Т. Райкер родился в Валдизе, Аляска на Земле[1].
- 2336
  - Диана Трой родилась на Бетазеде[40].
  - Кэтрин Джейнвэй родилась в Блумингтоне, штат Индиана, на Земле[42].
- 2337
  - Таша Яр родилась в несостоявшейся колонии Федерации на Туркане IV[1].
- 2340
  - Ворф, сын Мога, родился на родной планете клингонов, Кроносе[1][43].
- 2341
  - Рождается Джулиан Башир[44].
- 2343
  - Командование Звёздного Флота официально дало зелёный свет разработке звездолётов по проекту класса «Галактика»[45].
- 2344
  - Звездолёт «Энтерпрайз-C» под командованием капитана Рэйчел Гарретт уничтожен, защищая клингонское поселение на Нарендре III от нападения ромулан[1][46].
  - Из-за уничтожения «Энтерпрайза-C» между Федерацией и Клингонской Империей начинается новая эра более открытого общения, ведущая к официальному союзу.
- 2345
  - Рождается Села (полу-ромуланка/получеловек), дочь Наташи Яр (альтернативная реальность из «Вчерашнего предприятия»).
- 2346
  - Родители Ворфа убиты ромуланцами во время резни в Хитомере. Ворф (6 лет) усыновлен человеческими родителями[1][47].
- 2349
  - Анника Хансен родилась в колонии Тендара в семье Магнуса и Эрин Хансен.
- 2355
  - Магнус, Эрин и Анника Хансен ассимилированы боргами во время исследовательской миссии в квадранте Дельта.
  - Звездолёт «USS Старгейзер» подвергается нападению со стороны неизвестного судна (позже выяснилось, что оно принадлежит ференги) в системе Maxia Zeta. Жан-Люк Пикар побеждает в столкновении, разрабатывая тактику, известную как Манёвр Пикара. Однако из-за повреждений, полученных во время боя, экипаж вынужден покинуть корабль. Позже «Старгейзер» был обнаружен в 2364 году.
- 2357
  - Ворф — первый клингон, поступивший в Академию Звёздного Флота[1].
  - Запущен звездолёт «USS Galaxy (NX-70637)», прототип класса «Галактика»[45].
- 2363
  - Звездолёт «USS Энтерпрайз (NCC-1701-D)», третий звездолёт класса «Галактика» (после звездолётов «Galaxy» и «Yamato»), запускается с верфей «Utopia Planitia» на орбиту Марса (под командованием Жана-Люка Пикара) и становится новым флагманом Федерации.
- 2364—2370
  - События сериала «Звёздный путь: Следующее поколение».
- 2367
  - Борг ассимилирует капитана Жана-Люка Пикара; Битва при Волке 359 происходит на расстоянии 7,7 световых лет от Земли в Секторе 001. В результате битвы уничтожено 39 кораблей Звёздного флота и погибло более 11 000 человек. Бенджамин Сиско на борту звездолёта «Саратога» является участником битвы и одним из немногих выживших вместе со своим сыном Джейком Сиско. Когда оперативная группа потеряна, борги продолжают полет на Землю. Пикар спасен, а куб Боргов уничтожен действиями экипажа «Энтерпрайза-D».
- 2369—2375
  - События сериала «Звёздный путь: Глубокий космос 9».
- 2369
  - «Терок Нор», кардассианская космическая станция на орбите Баджора, захвачена Звёздным Флотом после окончания боевых действий между Баджором и Кардассией. Она переименована в «Глубокий космос 9» и передана под командование командира (позже капитана) Бенджамина Сиско. Вскоре после этого обнаружение стабильной червоточины между квадрантами Альфа и Гамма приводит к перемещению «DS9» рядом с червоточиной, чтобы облегчить торговлю, исследование и защиту.
- 2370
  - Происходят события серии «Эти путешествия…» сериала «Звёздный путь: Энтерпрайз». (это связано с тем, что история изображается как воссоздание голодека одновременно с событиями серии "Пегас"сериала «Звёздный путь: Следующее поколение»).
  - Звездолёт «USS Дефайнт (NX-74205)», законсервированный прототип, изначально предназначенный для борьбы с боргами, вводится в строй и назначается Бенджамину Сиско для защиты станции «Глубокий космос 9». Из-за того, что «Дефайнт» слишком мощен и оснащен избыточным вооружением для своего размера, несколько недостатков в конструкции корабля требуют внимания, прежде чем он достигнет полностью рабочего состояния. Звездолёт «Дефайнт» официально классифицируется как эскортное судно; однако неофициально он считается военным кораблем, построенным исключительно для боя.
- 2371
  - «Современные» события фильма «Звёздный путь: Поколения». Секция звёздного двигателя звездолёта «USS Энтерпрайз (NCC-1701-D)» разрушена дырой в варп-ядре; секция тарелки с экипажем совершает вынужденную посадку на Веридиан III. Впоследствии корабль объявляется полностью потерянным. Джеймс Т. Кирк снова появляется из временного континуума, в котором он находился с момента своего исчезновения в 2293 году. Кирк убит на Веридиане III.
- 2371—2378
  - События сериала «Звёздный путь: Вояджер».
  - В серии «Смотритель»: звездолёт USS «Вояджер» под командованием капитана Кэтрин Джейнвей застрял глубоко в Дельта-квадранте, и ему предстоит 75-летнее путешествие обратно в пространство Федерации. Джейнвей объединяет свою команду с выжившими с корабля, укомплектованного членами организации под названием Маки, которые в настоящее время фактически являются врагами Федерация.
- 2372
  - Звездолёт «USS Энтерпрайз» (NCC-1701-E) класса «Sovereign» спущен на воду под командованием капитана Жана-Люка Пикара (при этом большая часть его командного состава с 1701-D цела).
- 2373
  - События фильма «Звёздный путь: Первый контакт». Битва за Сектор 001 происходит, когда оперативная группа Звёздного Флота вступает в непрерывную битву с кубом Борга на пути к Земле. Звездолёт «USS Дефайнт (NX-74205)» из сериала «Звёздный путь: Глубокий космос 9» серьёзно поврежден, но не уничтожен, экипаж эвакуируется на звездолёт «Энтерпрайз». «USS Энтерпрайз (NCC-1701-E)» следует за сферой Борга через временной разлом, и в этот момент события смещаются в 2063 год.
  - Все ещё не зная, что звездолёт «USS Вояджер» застрял в Дельта-квадранте, Звёздный Флот официально объявляет корабль потерянным.
- 2373—2375
  - Напряженность между квадрантами Альфа и Гамма перерастает в открытую войну, полностью разжигая Войну Доминиона, в эпицентре которой находится станция «Глубокий космос 9».
- 2374
  - Используя заброшенную сеть датчиков, звездолёт «USS Вояджер» обнаруживает корабль Федерации, «USS Prometheus», на краю Альфа-квадранта и передает Доктора на корабль. После освобождения корабля от ромуланцев с помощью EMH «Прометей» «Вояджер» официально восстанавливает контакт со Звёздным флотом.
- 2375
  - Звездолёт «USS Дефайнт (NX-74205)» уничтожен. Несколько недель спустя станция «Глубокий космос 9» получает новое судно класса «Defiant», «USS Sáo Paulo». Капитан Сиско получил специальное разрешение от Звёздного Флота на переименование корабля «Дефайнт».
  - После сокрушительных потерь с обеих сторон Федерация вместе с ромуланской и клингонской империями наносит последний удар по Доминиону, что приводит к битве при Кардассии. Впоследствии Доминион сдается Федерации.
  - События фильма «Звёздный путь: Восстание»[48]. Диалоги в этом фильме и в финале сериала «Звёздный путь: Глубокий космос 9» «Что ты оставишь после себя» помещают хронологию этого фильма как в этом эпизоде, после финальной битвы войны, но до церемонии подписания договора. Наиболее примечательной в фильме является способность Ворфа покинуть станцию, чтобы присоединиться к «Энтерпрайзу», а также реплика о дипломатах Федерации, участвующих в переговорах с Доминионом, и готовность Федерации работать с Сона, которые считаются союзниками Доминиона во время всей войны.
- 2378
  - С помощью адмирала Джейнвей из альтернативной временной шкалы, в которой возвращение корабля отложено на много лет с трагическими результатами, звездолёт «USS Вояджер» возвращается в Альфа-квадрант. («Финал»). У Тома Пэрис и Б’Эланны Торрес рождается дочь. В какой-то момент после возвращения домой (и до событий фильма «Звёздный путь: Возмездие») Джейнвей повышается до адмирала в основной временной шкале.
- 2379
  - События фильма «Звёздный путь: Возмездие», приведшие к смерти лейтенанта-коммандера Дейты[49].
  - Обнаружение ранее неизвестного андроида по имени «Б-4», прототипа андроида, похожего по конструкции на лейтенанта-коммандера Дейта, но с заметно менее развитой позитронной сетью.
- 2380—2381
  - События сериала «Звёздный путь: Нижние палубы»[50].
- 2383
  - События анимационного сериала «Звёздный путь: Протозвезда».
- 2385, День первого контакта
  - Происходят события серии «Самая яркая звезда» сериала «Звёздный путь: Короткометражки». Верфи «Utopia Planitia» на Марсе подвергаются саботажу и впоследствии уничтожаются мошенниками-синтетиками в результате внезапной атаки. В результате битвы погибло 92 143 человека, сама планета считается разрушенной, её стратосфера воспламенена, а спасательная армада для эвакуации Ромула уничтожена. После атаки Федерация, не в состоянии определить, как и почему синты вышли из-под контроля, запрещается создание синтетических форм жизни.
- 2386
  - Лейтенант Ичеб схвачен и разобран на части для роли Борга Бьяйзлом, а затем усыплен Седьмой-из-девяти.
- 2387
  - Звезда в Ромуланской империи становится сверхновой. Посол Спок пытается противостоять образовавшейся ударной волне с помощью Красной Материи, но не может спасти планету Ромулус от разрушения. Спока и ромуланского горнодобывающего корабля Нарада под командованием Неро затягивает в чёрную дыру, образовавшуюся в результате взрыва Красной Материи, и они попадают в прошлое. Прибытие Нерона в 2233 год и последующая атака на военный корабль США «Кельвин» создают временную шкалу Кельвина.
- 2394
  - Звездолёт «Вояджер» возвращается в Альфа-квадрант в начале финала сериала «Звездный путь: Вояджер» («Финал»). Это приводит в движение события, в которых Кэтрин Джейнвэй становится недовольной и начинает строить планы, чтобы в конечном итоге изменить временную шкалу и быстрее отправить «Вояджер» домой.
- 2395
  - «Будущее» в финале сериала «Звёздный путь: Следующее поколение» («Все хорошее …»).
- 2399
  - События 1-го сезона «Звёздный путь: Пикар»[51].

### XXV век
- 2401
  - Начало событий 2-го сезона сериала «Звёздный путь: Пикар». События 3-го сезона сериала «Звёздный путь: Пикар».
- 2404
  - Первоначальная временная шкала разделилась в финале сериала «Звёздный путь: Вояджер» (Финал), где адмирал Джейнвэй возвращается на 26 лет назад в Дельта-квадрант и обеспечивает более раннее возвращение звездолёта «Вояджер» в Альфа-квадрант. Это начинает новую временную шкалу (пока безымянную).

### XXVI век
- 2540—2550
  - Звездолёт «Энтерпрайз-J» (предположительно NCC 1701-J) введён в эксплуатацию и принимает участие в битве при Проционе V против строителей сфер, как показано в серии «Азати Прайм» сериала «Звёздный путь: Энтерпрайз».

### XXVII век
- Временная холодная война (с агентами XXXI века); Впервые появившись в пилотном эпизоде сериала «Звёздный путь: Энтерпрайз» и повторялась до премьеры четвёртого сезона сериала, это борьба между теми, кто изменит историю в соответствии со своими целями, и теми, кто сохранит целостность исходной временной шкалы.
- Поскольку расстояние между ними увеличивалось на протяжении веков и делало путешествие все более трудным, последнее пересечение между первичной и зеркальной вселенными произошло в какой-то момент в этом столетии.

### XXIX век
- Корабль времени типа «Эон» находится в активной эксплуатации в течение этого века («Конец будущего»), как и корабль времени класса Уэллс «Относительность».

### XXX век
- Примерно в 2958 году запасы дилития в Млечном Пути начали истощаться, что положило начало энергетическому кризису. Объединённая федерация планет начала разработку и испытания альтернатив варп-двигателю, но ни одна из них не оказалась надежной.
- Федерация проводит большую часть этого века, участвуя в темпоральной войне с целью соблюдения Временных соглашений, чтобы обеспечить неизменность графика времени.

### XXXI век
- 3069
  - Происходит катастрофическое галактическое событие, известное как «Ожог». Почти весь дилитий в галактике внезапно стал инертным, что привело к массовым человеческим жертвам и уничтожению всех кораблей и сооружений с активным варп-ядром. Впоследствии оставшийся дилитий стал ещё более дефицитным ресурсом. Из-за небольшого количества кораблей и серьёзных препятствий для варп-путешествий, отсутствия объяснения того, что произошло, и неуверенности в том, произойдет ли это снова, Объединённая федерация планет, Командование Звёздного Флота, Объединённая Земля фактически рушатся.
- 3074
  - Происходит действие основного сюжета серии «Живой свидетель» сериала «Звёздный путь: Вояджер», а финальная сцена происходит «много лет спустя».
- 3089
  - Федерация, Командование Звёздного Флота и Объединённая Земля покидают планету Земля и направляются в новую штаб-квартиру. Примерно в то же время правительство Объединённой Земли выводит Землю из состава Федерации, становясь полностью самодостаточной и изолируя несколько планет от остальной части галактики.
- Эпизоды с путешественником во времени Дэниэлсом из сериала «Звёздный путь: Энтерпрайз»
  - Серии «Холодный фронт», «Ударная волна», «Азати Прайм».

### XXXII век
- 3186
  - Это год, когда Габриэль Бернхэм прибыла после использования костюм Красного Ангела, чтобы избежать нападения клингонов на её дом. («Дискавери» S2 E10)
- 3188-3191
  - События 3-го, 4-го и 5-го сезонов сериала «Звёздный путь: Дискавери».

### XXXIII век
- События эпилога сериала «Звёздный путь: Дискавери».

### XXXIV век
- 3374
  - По словам Обриста, если бы боевой корабль Кренимов продолжал изменять время до этого момента, полного восстановления империи Кренимов не произошло бы.

### XXXXIII век
- Происходят события серии «Калипсо» сериала «Звёздный путь: Короткометражки».

## История хронологии (историография)
Было предпринято несколько попыток разработать хронологию событий, описанных во франшизе «Звёздный путь» и его ответвлениях. Этот вопрос осложнялся постоянными дополнениями к канону «Звёздного пути», существованием путешествий во времени и нескольких параллельных временных шкал, а также нехваткой дат по григорианскому календарю, указанных в сериале (вместо этого используются звёздные даты).

### Оригинальные серии
Не так много ссылок устанавливают точные временные рамки «Оригинальной серии», а те, которые существуют, в значительной степени противоречат друг другу. В серии «Завтра — это вчера» военный офицер 1960-х годов говорит, что собирается запереть капитана Кирка «на двести лет», на что Кирк с кривой усмешкой отвечает: «Это должно быть почти правильно». Точно так же в серии «Космическое семя» говорится, что военачальник Хан Нуньен Сингх 1996 года родился «два века назад». Обе эти ссылки помещают в серии в XXII веке. Однако в серии «Мири» говорится, что 1960 год был около 300 лет назад, что перенесло сериал в 2III век. Наконец, в серии «Готосский Сквайр» подразумевается, что световой конус Земли XIX века расширился до 900 световых лет в радиусе, что, кажется, переносит сериал в XVIII век, поскольку свету потребуется девять столетий, чтобы пройти это расстояние.
Согласно заметкам в книге «The Making of Star Trek», действие сериала происходит в XXIII веке, а «Энтерпрайзу» должно было быть около 40 лет. Родденберри говорит в этой книге, что система звёздных дат была изобретена, чтобы избежать точного определения временных рамок сериала. Первоначальная подача Родденберри для сериала датировала им «где-то в будущем, это может быть 1995 год или, может быть, даже 2995 год».

### Ранние хронологии
«The Star Trek Spaceflight Chronology» и FASA, издатель первой лицензированной ролевой игры «Star Trek», решили взять «космическое семя», добавив несколько лет, чтобы события оригинальной серии происходили в XXIII веке. За этой системой датировки последовали другие побочные работы 1980-х годов, в том числе «Руководство мистера Скотта по Энтерпрайз». Эта система временной шкалы дает следующие даты:
- Подварповый корабль «UNSS Icarus» вступает в первый контакт с Альфой Центавра в 2048 году, и там встречает Зефрама Кохрэйна [так в оригинале], который изобрел варп-двигатель[55].
- Первый земной варп-корабль «Бонавентура» совершает свой первый рейс к Тау Кита в 2059 году[55].
- Первый контакт с вулканцами произошёл в 2065 году, когда поврежденный космический корабль вулканцев был спасен «UNSS Amity»[55].
- Федерация образована в 2087 году[55].
- Земляно-ромуланская война происходит в 2100-х годах[55].
- Первый контакт с Клингонской Империей в 2151 году, которые требуют возвращения группы беженцев с «USS Sentry»[55].
- Первый звездолёт класса «Конституция» спущен на воду в 2188 году[55].
- Пятилетняя миссия звездолёта «USS Энтерпрайз» под командованием капитана Кирка длится с 2207 по 2212 год[56] .
- События фильма 1979 года «Звёздный путь» происходят в 2217 году[56] .
- События фильма «Звёздный путь 2: Гнев Хана» происходят примерно в 2222 году (в диалоге в фильме говорится, что действие происходит «через пятнадцать лет» после серии первого сезона «Космическое семя»).
- События фильма «Звёздный путь 4: Дорога домой» происходят 21 сентября 2222 года[56] .

Игра «Star Fleet Battles» была опубликована в 1979 году с лицензией, распространяющейся только на «Оригинальную серию». С тех пор он превратился в совершенно отдельную вымышленную вселенную, новые дополнения к которой продолжают публиковаться. Он не привязан к григорианскому календарю, вместо этого используется «Год 1» изобретения варпа на Земле. Его версия предыстории «Оригинального сериала»:
- Y1 — На Земле разработан варп-двигатель.
- Y4 — Федерация образована Землей, Вулканом, Андорией, Альфой Центавра.
- Y40-Y46 — Земно-ромуланская война.
- Y71 — Звёздный Флот сформирован.
- Y126 — запущен класс «Конституция» (модернизация класса «Республика»).
- Y154-159 — События «Оригинального сериала».

### Эпоха Следующего поколения и Окуда
В пресс-материалах для «Следующего поколения» предполагается, что действие происходит в XXIV веке, через семьдесят восемь лет после существующего «Звёздного пути», хотя точные временные рамки ещё не установлены. У пилота был диалог, в котором говорилось, что Дейта был частью Звёздного Флота «класса 78 года». В пилотном серии «Встреча в Фарпойнте» также эпизодически появляется Леонард «Боунс» Маккой, которому, как говорят, 137 лет.
В последнем эпизоде первого сезона Дейта твёрдо обозначил 2364 год. Это был первый случай, когда к сюжетной линии «Звёздного пути» была привязана явная календарная дата в будущем, и это позволило фанатам и писателям экстраполировать дальнейшие даты. Например, установленная дата подразумевает, что Маккой родился около 2227 года, что исключает датировку «Оригинального сериала», основанную на хронологии космических полетов, началом XXIII века (хотя датировка уже была фактически отменена в фильме «Звёздный путь 4: Дорога домой», действие которого в основном происходит в 1986 году, где Кирк говорит Джиллиан Тейлор, что он из конца XXIII века, хотя и не называет точную дату).
Хронология «Звёздного пути» была опубликована в 1993 году и написана производственным персоналом Дениз Окуда и Майклом. Второе издание вышло в 1996 году. Первоначально Окуда составил график для внутреннего использования писателями, основываясь на своих собственных исследованиях и предположениях, предоставленных Ричардом Арнольдом. Даты в хронологии соответствуют более раннему Техническому руководству сериала «Звёздный путь: Следующее поколение».
В нём указаны следующие даты:
- Зефрам Кохрэйн изобретает варп-двигатель примерно в 2061 году (так что «SS Valiant» может быть построен и пропал без вести за двести лет до действия серии «Куда не ступала нога человека», датированного 2265 годом; в первом издании указан 2061 год; во втором издании это переносится на 2063 год. Фильм «Звёздный путь: Первый контакт»).
- Ромуланская война происходит в 2150-х годах (примерно за сто лет до «Равновесие страха»).
- Федерация образована в 2161 году, после ромуланской войны, на основании того, что в серии «Равновесие страха» говорится, что это была земно-ромуланская война, а не федерация-ромуланская война.
- Первый звездолёт класса «Конституция» был запущен в 2244 году, а «Энтерпрайз» — в 2245 году.
- Пятилетняя миссия Кирка длится с 2264 по 2269 год, исходя из предположения, что действие «Оригинального сериала» происходит ровно через 300 лет после его первоначальной трансляции.
  - Вышедшие в эфир серии «Звёздного пути» в прямом эфире датируются периодом с 2266 по 2269 годы. Хронология не включает события сериала «Звёздный путь: Анимационный сериал». Это также согласуется с концепцией Джина Родденберри (обсуждаемой Родденберри и Стивеном Уитфилдом в «Создании Звёздного пути») о том, что действие первого сезона «Звёздного пути» происходит после того, как миссия уже выполняется в течение некоторого времени.
  - В серии «Q2» сериала «Звёздный путь: Вояджер», вышедшей в эфир после публикации «Хронологии», установлено, что пятилетняя миссия Кирка закончилась в 2270 году.
- События фильма «Звёздный путь» происходят в 2271 году (согласно диалогу Кирка и Декера, Кирк был руководителем операций Звёздного флота в течение двух с половиной лет).
  - в серии «Q2», датируемый пятилетней миссией Кирка, перемещает первый фильм в 2273 год.
- Многочисленные источники, в том числе «Хронология», постулируют вторую пятилетнюю миссию под командованием теперь уже адмирала Кирка, начавшуюся вскоре после событий первого фильма; отчасти это сделано для того, чтобы принять во внимание невыпущенный сериал возрождения «Звёздный путь: Фаза II».
- События фильмов «Звёздный путь 2: Гнев Хана» и «Звёздный путь 3: В поисках Спока» происходят в 2285 году.
  - «Гнев Хана» является продолжением серии «Космическое семя», который Окуда датирует 2267 годом. На временной шкале Окуда разрыв составляет восемнадцать лет, а не пятнадцать лет, установленных в диалогах. Фильм был выпущен в 1982 году, через пятнадцать лет после трансляции серии в 1967 году. Действие фильма начинается в день рождения Кирка, который полуканонически установлен как 22 марта, как и день рождения Уильяма Шатнера.
- События фильма «Звёздный путь 4: Дорога домой» происходят в 2286 году.
  - Это помещает «Звёздный путь 3: В поисках Спока» в конец 2285 года, поскольку Кирк сообщает в своем журнале, что экипаж «Энтерпрайза» находился на Вулкане «три месяца» с тех пор, как Спока вернули домой.
- События фильма «Звёздный путь 5: Последний рубеж», по-видимому, происходят вскоре после событий четвёртого фильма, о чём свидетельствуют жалобы Скотти на ремонт корабля после его круиза по вымогательству, который был изображен в конце фильма «Звёздный путь 4: Дорога домой», «Звёздный путь 5» должно было произойти в начале 2287 года.
- События фильма «Звёздный путь 6: Неоткрытая страна» происходят в 2293 году, основываясь на заявлении Маккоя о том, что он служил на «Энтерпрайзе» 27 лет, и его отсутствии в серии «Куда не ступала нога человека».
- Действие части фильма «Звёздного пути: Поколения», посвященной эпохе Кирка, происходит за 78 лет до 2371 года (установлено по экранной надписи), таким образом, действие происходит в 2293 году и вскоре после фильма «Звёздный путь 6: Неоткрытая страна».

Разрыв между фильмом 1986 года «Звёздный путь 4: Дорога домой» (2286) и первым сезоном 1987 года «Следующее поколение» (2364) на этой временной шкале составляет 78 лет, что соответствует материалам ранней прессы.
Между трансляцией последней серии «Звёздного пути: Оригинальный сериал» и выходом «Кинофильма» прошло 10 лет. В фильме обойден тот факт, что актёры постарели, предполагая, что после событий сериала прошло всего два с половиной года. Для «Звёздного пути 2» было решено признать реальность старения актёров, установив действие фильма примерно через 15 лет после «Космического семени» и заставив Кирка беспокоиться о том, что он стареет.
В эпоху «Следующего поколения» серии и фильмы легче датировать. Звёздные даты точно соответствуют временам года, причем первые две цифры звездной даты представляют номер сезона. Окуда предполагает, что сезон начинается 1 января, а конец сезона — 31 декабря. Телесериалы «Следующее поколение», «Глубокий космос 9» и «Вояджер», а также фильмы примерно соответствуют «реальному времени» и происходят примерно через 377 лет после их выпуска.
С тех пор как «Хронология» была опубликована, продюсеры шоу в целом придерживались её. Фильм «Звездный путь: Первый контакт» и сериал-приквел «Звездный путь: Энтерпрайз» пересматривают раннюю эпоху. В «Первом контакте» подтверждается, что Зефрам Кокрейн изобрел варп-двигатель на Земле, но дата немного перенесена на 2063 год, и выясняется, что официальный первый контакт Земли с инопланетным видом, вулканцами, произошёл сразу после этого.
Датировка последнего сезона сериала «Звёздный путь: Вояджер» вызвала споры. Стандартное предположение о звёздных датах, а также регулярное соответствие между сезонами и годами во вселенной помещает весь сезон в 2377 год; сезон начинается со звездной даты 54014,4 и заканчивается 54973,4. Тем не менее, серия «Усадьба» посвящена празднованию 315-летия первого контакта Зефрама Кокрэйна с вулканцами, который должен был состояться 5 апреля 2378 года («Человеческая ошибка» через «Финал»), другие источники последовали этому примеру.
Действие сериала «Звёздный путь: Энтерпрайз» происходит в 2150-х годах и связано с предысторией Кокрэйн. Сериал использует григорианский календарь вместо звёздных дат, что упрощает отслеживание дат. Его пилотный проект, «Разорванный круг», изображает первый контакт с клингонами, произошедший намного раньше, чем предполагалось в хронологии Окуда (он предлагает дату 2218 года на основе строки в «Дне голубя», отмечая этот диалог в серии «Первый контакт» делает это проблематичным — хотя фактическая линия в серии относится к враждебным действиям между ними, а в «Энтерпрайзе» отношения между людьми и клингонами, хотя и отнюдь не дружественные, явно не поднимаются фактически до состояния войны, как показанного в TOS). Он показывает начало ромуланской войны и начало коалиции между Землей, Вулканом, Андором и Телларом в 2150-х годах. Дата основания Федерации, 2161 год, была раскрыта в серии «Изгой» пятого сезона TNG, основанном на раннем наброске временной шкалы Окуда. Заключительный эпизод «Энтерпрайза», серии «Эти путешествия…», соответствует установлению 2161 года как года основания Федерации.
Ни одна версия «Хронологии» или «Энциклопедии» не публиковалась с 1999 года. Книга Джеффа Айерса 2006 года содержит временную шкалу, которая пытается датировать все многочисленные романы «Звёздного пути». На этой временной шкале есть Кинофильм в 2273 году, чтобы учесть разрыв в два с половиной года между датой окончания 2270 года, установленной в серии «Q2», и событиями фильма. Официальный сайт StarTrek.com по-прежнему указывает дату выхода этого фильма как 2271 год.

### Евгенические войны и Третья мировая война
Когда создавалась оригинальная серия «Звёздного пути», до 1990-х годов оставалось несколько десятилетий, поэтому различные элементы предыстории «Звёздного пути» происходят в ту эпоху, особенно в «Войнах Евгеники». Ссылки на евгенические войны и ядерную войну в XXI веке несколько противоречивы.
Серия «Космическое семя» устанавливает Евгенические войны, которые длились с 1992 по 1996 год. Евгенические войны описываются как глобальный конфликт, в котором потомки проекта генной инженерии человека, в первую очередь Хан Нуниен Сингх, зарекомендовали себя как супермены и попытались завоевать мир. Спок называет их «последней из ваших так называемых мировых войн», а Маккой сравнивает это с евгеническими войнами.
В серии «Хлеб и зрелища» Спок называет число погибших в Третьей мировой войне в 37 миллионов человек. В серии «Дикий занавес» рассказывается о полковнике Филиппе Грине, который вел геноцидную войну в XXI веке. Серия TNG «Встреча в Фарпойнте» также описывает «постатомный ужас» на Земле в 2079 году. Однако в фильме «Звёздный путь: Первый контакт» контакт между вулканцами и людьми произошёл 5 апреля 2063 года.
Книга «Star Trek Concordance» определяет цифру, обозначенную в серии «Хлеба и зрелищ», как число погибших в Третьей ядерной мировой войне в середине XXI века. «Звёздный путь: Первый контакт» твердо устанавливает, что Третья мировая война закончилась после обмена ядерными ударами в 2053 году, но с числом погибших в 600 миллионов человек. Фигура полковника Грина разработана в сериале «Звёздный путь: Энтерпрайз». Первый контакт также намеренно описывает воюющие стороны в Третьей мировой войне как «фракции», а не нации как таковые.
В серии «Конец будущего» сериала «Вояджера» экипаж звездолёта «Вояджер» совершил путешествие во времени в Лос-Анджелес в 1996 году, который, как отмечает Энциклопедия, кажется совершенно не затронутым Евгеническими войнами, закончившимися в том же году. В серии проблема признается только тем, что на столе 1996 года изображена модель корабля Хана класса DY-100. Космический корабль Хана — ещё одна аномалия на временной шкале, на которой в период с 1980 по 2100 год было запущено множество давно потерянных космических кораблей с непоследовательным уровнем технологий (вызванным увеличением реального срока службы, а также снижением оптимизма по поводу темпов исследования космоса).
Отсылка к серии «Доктор Башир, я полагаю?» сериала «Звёздный путь: Глубокий космос 9» предполагает, что Евгенические войны вместо этого имели место в XXII веке. По словам сценариста Рональда Д. Мура, это была не попытка реткона, а ошибка — при написании серии он вспомнил и без того сомнительную строчку «два века назад» из «Космического семени» и забыл, что в DS9 происходит более 100 годы спустя.
Сезон 4 сериала «Звездный путь: Энтерпрайз» включает в себя трилогию из серий («Пограничье», «Станция холода 12» и «Улучшения»), связанных с ученым доктором Ариком Сунгом, предком доктора Нуниена Сунга, и его генетическими аугментациями людей. Обсуждаются многочисленные исторические подробности опустошительных Евгенических войн: гибель 35-37 миллионов человек; как правительства Земли не могли решить судьбу 1800 генетически модифицированных эмбрионов; и как Сун проник в комплекс, украл и сам вырастил 19 эмбрионов. Сунг утверждал, что он сам и человечество в целом усвоили уроки Евгенических войн и не должны продолжать прятаться за этими событиями, когда технология созрела и стала гораздо более практичной, можно было добиться прогресса. (Действия его «детей» убеждают его в обратном, и в конце «Улучшений» Сунг заявляет о своем интересе к кибернетике, начиная работу, которая однажды приведёт к Дейте.)
Серия из двух книг Грега Кокса «Войны Евгеники: Взлет и падение Хана Нуниена Сингха» развивает идею Войн Евгеники в контексте реальной истории, представляя её как тайную историю, и что правда, стоящая за различными гражданскими войнами и конфликты в 1990-х годах не были широко известны; Лос-Анджелес, чье появление в «Конце будущего» помогло поставить под сомнение существование войны, изображается как «фронт фронта» РЭБ, а беспорядки Родни Кинга — одно из таких бедствий.
Сериал «Звёздный путь: Странные новые миры», который впервые вышел в эфир весной 2022 года, ещё больше усложняет временную шкалу, пересматривая некоторые аспекты датировки, явно датируя Евгенические войны первой половиной XXI века, после второй Гражданской войны в США и перед полномасштабным ядерным конфликтом Третьей мировой войны, описанным в более ранних фильмах и эпизодах. Это отличается от «Космического семени», утверждающего, что Евгенические войны не только происходили в середине 1990-х годов, но и диалог указывает на то, что они либо совпадали с Третьей мировой войной, либо просто были ею.

### Кокрэйн
В серии «Метаморфозы» утверждается, что Зефрам Кокрэйн с Альфы Центавра, первооткрыватель космического искривления, исчез 150 лет назад в возрасте 87 лет. Исчезновение Кокрэйна в период с 2057 по 2062 год и его рождение в период с 1970 по 1975 год. Однако дата Окуда 2267 года для этого эпизода помещает исчезновение Кокрэйна в 2117 год и рождение в 2030 год. Подварповый корабль UNSS «Икар» прибыл к Альфе Центавра в 2048 году, чтобы обнаружить, что он открыл теорию, лежащую в основе варп-двигателя. Затем «Икар» передал свои выводы на Землю. Первый прототип варп-корабля был запущен в 2055 году.
Хронология «Звёздного пути» не согласуется с этой теорией и утверждает, что Кокрэйн был уроженцем Земли, который позже переехал на Альфу Центавра. (Даже в «Метаморфозе», прежде чем Кокрэйн представился десантному отряду, доктор Маккой сделал сканирование трикодером и определил, что он человек.) В первом издании «Хронологии» отмечается, что изобретение Кокрэйном варп-двигателя должно было произойти не менее 200 лет назад, перед событиями серии «Куда не ступала нога человека» и предлагает дату 2061 года, отмечая, что Кокрэйну в этом году исполнится 31 год.
В фильме «Звёздный путь: Первый контакт» показан первый успешный варп-полёт Кокрэйна. Действие фильма происходит в 2063 году, через два года после предложений Хронологии, и, следовательно, по временной шкале Кокрэйну 33 года. Актёру, сыгравшему Кокрэйна в этом фильме, Джеймсу Кромвелю, на момент выхода фильма было 56 лет. Энциклопедия отмечает проблему возраста и утверждает, что Кромвель Кокрэйн пострадал от радиационного отравления, что привело к его старческому виду. «Энтерпрайз» связывает исчезновение Кокрэйна с 2119 годом, в результате чего вычисляется, что ему был 31 год на момент «Первого контакта».